# Premio Goya per il miglior film d'animazione
Il premio Goya per il miglior film d'animazione (premio Goya a la mejor película de animación), è un premio cinematografico, assegnato annualmente dall'Academia de las Artes y las Ciencias Cinematográficas de España, al miglior film d'animazione di produzione spagnola uscito nelle sale cinematografiche nel corso dell'anno precedente.
Viene assegnato con regolarità dal 1998, mentre in precedenza è stato assegnato in due sole occasioni.

## Albo d'oro
I vincitori sono indicati in grassetto, a seguire gli altri candidati.

### Anni 1990-1999
- 1990: Los 4 músicos de Bremen, regia di Cruz Delgado
- 1995: Il ritorno del vento del nord (El regreso del viento del norte), regia di Maite Ruiz de Austri
- 1998: Megasónicos, regia di Baleuko Komunikazioa
- 1999: ¡Que vecinos tan animales!, regia di Maite Ruiz de Austri
  - Ahmed, el principe de la Alhambra, regia di Juan Bautista Berasategi

### Anni 2000-2009
- 2000: Goomer, regia di José Luis Feito e Carlos Varela
- 2001: La isla del cangrejo, regia di Txabi Basterretxea e Joxan Muñoz
  - 10+2. El gran secreto, regia di Miquel Pujol
  - El ladrón de sueños, regia di Ángel Alonso
  - Marco Antonio. Rescate en Hong Kong, regia di Manuel J. García e Carlos Varela
- 2002: La foresta magica (El bosque animado), regia di Ángel de la Cruz e Manolo Gómez
  - La leyenda del unicornio, regia di Maite Ruiz de Austri
  - Manuelita, regia di Manuel García Ferré
  - Un perro llamado Dolor, regia di Luis Eduardo Aute
- 2003: Dragon Hill, la colina del dragón, regia di Ángel Izquierdo
  - Anje, la leyenda del Pirineo, regia di Juanjo Elordi
  - El rey de la granja, regia di Gregorio Muro e Carlos Zabala
  - Puerta del tiempo, regia di Pedro Delgado
- 2004: El Cid - La leggenda (El Cid, la leyenda), regia di Jose Pozo
  - La profezia di Alhambra (El embrujo del Sur), regia di Juan Bautista Berasategi
  - Glup, regia di Iñigo Berasategui e Aitor Arregi
  - Los reyes magos, regia di Antonio Navarro
- 2005: Pinocchio 3000 (P3K Pinocho 3000), regia di Daniel Robichaud
  - Los balunis en la aventura del fin del mundo, regia di Juanjo Elordi
  - Supertramps, regia di José María Goenaga e Iñigo Berasategui
- 2006: Una magica notte d'estate (El sueño de una noche de San Juan), regia di Ángel de la Cruz e Manolo Gómez
  - Gisaku, regia di Baltasar Pedrosa
- 2007: Il topolino Marty e la fabbrica di perle (Pérez, el ratoncito de tus sueños), regia di Juan Pablo Buscarini
  - De Profundis, regia di Miguelanxo Prado
  - El cubo mágico, regia di Ángel Izquierdo
  - Teo, cazador intergaláctico, regia di Sergio Bayo
- 2008: Nocturna, una aventura mágica, regia di Víctor Maldonado e Adriá García
  - Azur e Asmar (Azur et Asmar), regia di Michel Ocelot
  - Betizu eta urrezko zintzarria, regia di Egoitz Rodríguez Olea
  - En busca de la piedra mágica, regia di Lenard F. Krawinkel e Holger Tappe
- 2009: El lince perdido, regia di Raúl García e Manuel Sicilia
  - Donkey Xote, regia di Jose Pozo
  - Espíritu del bosque, regia di David Rubín
  - RH+, el vampiro de Sevilla, regia di Antonio Zurera

### Anni 2010-2019
- 2010: Planet 51, regia di Jorge Blanco, Javier Abad e Marcos Martínez
  - Animal Channel, regia di Maite Ruiz de Austri
  - Cher Ami, regia di Miquel Pujol Lozano
  - Pérez, el ratoncito de tus sueños 2, regia di Andrés G. Schaer
- 2011: Chico & Rita, regia di Javier Mariscal e Fernando Trueba
  - El tesoro del rey Midas, regia di Maite Ruiz de Austri
  - La tropa de trapo en el país donde siempre brilla el sol, regia di Álex Colls
  - Las aventuras de Don Quijote, regia di Antonio Zurera
- 2012: Arrugas-Rughe (Arrugas), regia di Ignacio Ferreras
  - Carthago Nova, regia di Primitivo Pérez e José María Molina
  - Papá, soy una zombi, regia di Ricardo Ramón e Joan Espinach
  - The Little Wizard. O mago Dubidoso, regia di Roque Cameselle
- 2013: Le avventure di Taddeo l'esploratore (Las aventuras de Tadeo Jones), regia di Enrique Gato
  - El corazón del roble, regia di Ricardo Ramón e Ángel Izquierdo
  - O Apóstolo, regia di Fernando Cortizo Rodríguez
  - The Wish Fish, regia di Gorka Vázquez e Iván Oneka
- 2014: Futbolín, regia di Juan José Campanella
  - Lucius Dumben berebiziko bidaia, regia di Maite Ruiz de Austri
  - Hiroku: Defensores de Gaia, regia di Saúl Barreto Ramos e Manuel González Mauricio
  - Justin e i cavalieri valorosi (Justin y la espada del valor), regia di Manuel Sicilia Morales
- 2015: Mortadello e Polpetta contro Jimmy lo Sguercio (Mortadelo y Filemón contra Jimmy el Cachondo), regia di Francisco Ramos e Luis Manso
  - Dixie y la rebelión zombi, regia di Joxe Portela
  - La tropa de trapo en la selva del arcoíris, regia di Chelo Loureiro Vilarelle
- 2016: Atrapa la bandera, regia di Enrique Gato
  - Meñique y el espejo mágico, regia di Ernesto Padrón
  - Noche ¿de paz?, regia di Juan Galiñanes
  - Yoko y sus amigos, regia di Juanjo Elordi e Rishat Gilmetdinov
- 2017: Psiconautas, los niños olvidados, regia di Pedro Rivero e Alberto Vázquez
  - Ozzy - Cucciolo coraggioso (Ozzy), regia di Alberto Rodríguez e Nacho La Casa
  - Teresa eta Galtzagorri, regia di Agurtzane Intxaurraga
- 2018: Taddeo l'esploratore e il segreto di re Mida (Tadeo Jones 2: El secreto del rey Midas), regia di Enrique Gato e David Alonso
  - Deep - Un'avventura in fondo al mare (Deep), regia di Julio Soto Gurpide
  - Nur eta Herensugearen tenplua, regia di Juan Bautista Berasategi
- 2019: Un día más con vida
  - Azahar
  - Bikes The Movie
  - Memorias de un hombre en pijama

### Anni 2020-2029
- 2020: Buñuel - Nel labirinto delle tartarughe (Buñuel en el laberinto de las tortugas), regia di Salvador Simó
  - Elcano y Magallanes la primera vuelta al mundo, regia di Ángel Alonso
  - Klaus - I segreti del Natale (Klaus), regia di Sergio Pablos

- 2021: Turuleca: La gallina canterina (La gallina Turuleca), regia di Víctor Monigote e Eduardo Gondell

- 2022: Valentina , regia di Chelo Loureiro
  - Salvar el árbol (Zutik!), regia di Haizea Pastor e Iker Álvarez
  - Mironins , regia di Mikel Mas, Txesco Montalt e Francesc Montalt Matas
  - Gora Automatikoa , regia di Esaú Dharma, Pablo Vara e David Galán Galindo